# HD 164637
HD 164637，又名BD-22 4516，SAO 186169、HR 6727，是一颗恒星，视星等为6.74，位于銀經7.34，銀緯-0.23，其B1900.0坐标为赤經17h 56m 58.3s，赤緯-22° -0.23′ 7″。